# Satria Muda Pertamina
Il  Satria Muda Pertamina è una società professionista di basket con sede nella città di Giacarta, capitale dell'Indonesia, che compete nella Indonesian Basketball League.
I colori sociali della squadra sono il Nero, il Giallo ed il Blu; le partite casalinghe del club vengono giocate presso la The BritAma Arena, una struttura situata a Giacarta che può ospitare fino a 5.000 spettatori.

## Storia
Il Satria Muda venne fondato il 28 ottobre 1993 da Doedi Gambiro. La squadra iniziò a giocare nel KOBATAMA, il massimo campionato nazionale dell'epoca in Indonesia, dalla stagione 1996; nella stagione di esordio si riuscì addirittura a qualificare per le final four valevoli per il titolo, ma perse prima in semifinale contro il Stapac Jakarta e poi anche nella finalina di consolazione contro il Bima Sakti Nikko Steel Malang, concludendo la stagione al quarto posto ma ottiene il premio come "Miglior squadra esordiente" nel 1996. L'anno successivo, nel 1997, il Satria Muda firmò un accordo di sponsorizzazione con l'azienda di bibite AdeS, compagnia che rientra all'interno del marchio The Coca-Cola Company] e la denominazione  della squadra venne cambiata in AdeS Satria Muda. 
Nel 1999, il conglomerato mediatico indonesiano del PT Abdi Bangsa Tbk guidato dall'imprenditore Erick Thohir, divenne lo sponsor principale della squadra; cambiò nuovamente la denominazione della squadra, che divenne il Mahaka Satria Muda, ma cambiarono anche le ambizioni del team. Il Satria Muda, infatti in quella stagione dopo aver guadagnato l'accesso alle final four del KOBATAMA, sconfisse prima la squadra del Prawira Bandung nelle semifinali, per poi imporsi anche nella finalissima contro il  Bhinneka Sritex di Surakarta, conquistando così il  primo titolo nazionale nella storia del club.
Nel 2003 il Satria Muda è stato uno dei club che ha preso parte alla stagione inaugurale della Indonesian Basketball League; la squadra arrivò alle finali dove però uscì sconfitto nello scontro contro i rivali del Stapac Jakarta. La stagione successiva, quella 2004, la  Bank Rakyat Indonesia, attraverso il suo conto di risparmio BritAma, divenne lo sponsor principale della squadra, che assunse anche la denominazione di Satria Muda BritAma. Nel 2015, l'azienda statale Pertamina, impegnata nel settore del petrolio e del gas, è subentrato come sponsor principale della squadra e il nome della squadra è diventato Satria Muda Pertamina.
Da quando prende parte alla Indonesian Basketball League, il Satria Muda si è imposto come uno dei club più importanti nel panorama nazionale; la squadra detiene il record per il maggior numero di titoli della IBL, avendo vinto ben undici titoli nazionali (2004, 2006, 2007, 2008, 2009, 2010–11, 2011–12, 2014–15, 2018, 2021 e 2022). Il Satria Muda inoltre nella stagione 2008 riuscì a vincere la SEABA Champions Cup detronizzando la squadra dell'Harbour Center delle Filippine, ottenendo la rivincita per la sconfitta arrivata nell'edizione precedente della competizione.
Il Satria Muda è stato anche una delle sei squadre fondatrici della prima lega di basket professionistica dell'ASEAN, l'ASEAN Basketball League (ABL), che ha fatto il suo debutto l'11 ottobre 2009, ma il club decise di continuare anche a competere nella Indonesian Basketball League, schierando due squadra differenti per le due competizioni. 
Nella prima stagione della ABL grazie al regolamento, che consentiva di aggiungere due giocatori stranieri e fino a tre giocatori dei paesi ASEAN, la squadra si mostrò competitiva riuscendo ad ottenere il terzo posto nella classifica finale della stagione regolare e grazie a questo risultato ottenne l'accesso alle final four.Nella fase finale riuscì a superare in semifinale la squadra della Malaysia del KL Dragons vincendo entrambi gli incontri giocati, ma si dovette poi arrendere, in finale, contro i Philippine Patriots che si imposero in tutte è tre le sfide della serie.
Dopo aver preso parte anche alla seconda stagione della ASEAN Basketball League, la 2010-2011, conclusa però con il quinto posto nella stagione regolare, posizione che non ha permesso al club di riqualificarsi per i play-off, la dirigenza del Satria Muda decise di ritirare la squadra dalla lega per concentrarsi totalmente sulla Indonesian Basketball League.

## Palmarès

### Titoli nazionali
- Indonesian Basketball League
  - Campione (11): 2004, 2006, 2007, 2008, 2009, 2010–11, 2011–12, 2014–15, 2018, 2021, 2022
  - Finalista (6): 2003, 2005, 2013-2014, 2017, 2019, 2024

- KOBATAMA
  - Campione (1): 1999
  - Finalista (1): 2002

- IBL Cup Tournament
  - Campione (3): 2006, 2007, 2009

### Titoli internazionali
- SEABA Champions Cup
  - Campione (1): 2008
  - Finalista (2): 2000, 2007

## Organico

### Roster 2023-2024
Il roster per la stagione 2023-2024
|    | Naz.                                      | Ruolo | Sportivo              | Anno | Alt. | Peso |  |
| -- | ----------------------------------------- | ----- | --------------------- | ---- | ---- | ---- |  |
| 0  | Indonesia (bandiera)                      | AP    | Juan Laurent          | 1995 | 193  | 94   |  |
| 1  | Indonesia (bandiera) · Francia (bandiera) | G     | Adrien Chalias        | 2005 | 199  | 85   |  |
| 2  | Indonesia (bandiera) · Senegal (bandiera) | AG    | Dame Diagne           | 2005 | 198  | 90   |  |
| 3  | Indonesia (bandiera)                      | PG    | Antoni Erga           | 2000 | 179  | 78   |  |
| 4  | Indonesia (bandiera)                      | PG    | Abraham Grahita       | 1993 | 180  | 75   |  |
| 8  | Indonesia (bandiera)                      | G     | Sany Ibrahim Aziz     | 1996 | 188  | 79   |  |
| 11 | Indonesia (bandiera)                      | G     | Karl Utiarahman       | 2003 | 188  | 75   |  |
| 13 | Indonesia (bandiera)                      | AP    | Ali Alhadar           | 2000 | 194  | 80   |  |
| 14 | Indonesia (bandiera) · Francia (bandiera) | AG    | Julian Chalias        | 2002 | 200  | 89   |  |
| 16 | Stati Uniti (bandiera)                    | C     | Jarred Shaw           | 1990 | 211  | 107  |  |
| 20 | Stati Uniti (bandiera)                    | AP    | Myke Henry            | 1992 | 198  | 98   |  |
| 24 | Cuba (bandiera)                           | G     | Reynaldo Garcia       | 1990 | 188  | 86   |  |
| 27 | Indonesia (bandiera)                      | C     | Armando Jagiwar Kaize | 2005 | 202  | 107  |  |
| 31 | Ucraina (bandiera)                        | C     | Artem Pustovyj        | 1992 | 216  | 96   |  |
| 33 | Indonesia (bandiera)                      | AG    | Arki Dikania Wisnu    | 1988 | 188  | 91   |  |
| 57 | Stati Uniti (bandiera)                    | PG    | Trey Davis            | 1993 | 183  | 84   |  |
| 71 | Indonesia (bandiera)                      | PG    | Widyanta Putra Teja   | 1997 | 181  | 73   |  |

### Staff tecnico
| Ruolo              | Nome                     |
| ------------------ | ------------------------ |
| Capo Allenatore    | Manuel Pena Garces       |
| Assistente         | Youbel Sondakh           |
| Assistente         | Muhammad Gofar           |
| Assistente         | Ismael                   |
| Assistente         | Abrurrachman             |
| Direttore Sportivo | Rony Gunawan             |
| Fisioterapista     | Amriansyah Syetiawinanda |

## Giocatori nella hall of fame
I seguenti giocatori sono stati inseriti nella Hall of Fame del club ed il loro numero è stato ritirato.
| Numeri Ritirati | Numeri Ritirati       | Numeri Ritirati | Numeri Ritirati |
| Num.            | Nome                  | Posizione       | Anni            |
| --------------- | --------------------- | --------------- | --------------- |
| 6               | Amran A Sinta         | G               | 1995-2001       |
| 12              | Syahrizal Affandi     | PG              | 1999-2003       |
| 18              | Fictor Gideon Roring  | C               | 1999-2001       |
| 7               | Dwui Eriano           | AP              | 1995-2008       |
| 10              | Wahyu Widayat Jati    | AG              | 1995-2009       |
| 34              | Wellyanson Situmorang | AG              | 2000 - 2011     |
| 9               | Youbel Sondakh        | AP              | 2006-2013       |
| 32              | Rony Gunawan          | AG/C            | 2006–2016       |